# لریک
لِریک (به لاتین: Lerik، به تالشی: Lik) شهری تالش‌نشین در شهرستان لریک در جنوب شرقی کشور جمهوری آذربایجان و در نزدیکی مرز ایران است.

## جغرافیا
این شهر در میان کوه‌های تالش از کوه‌های شمال‌غربی رشته‌کوه البرز واقع شده است. این شهر در شمال جاده آستارا به اردبیل و گردنه حیران قرار گرفته است و از بلندی‌های شهرستان نمین می‌توان آن را دید. این شهر از شمال به شهر یاردیملی، از شرق به شهر لنکران و از جنوب و غرب به مرز ایران می‌رسد. این شهر ۵۶ کیلومتر تا لنکران فاصله دارد. جاده میان این دو شهر کوهستانی و بیشتر جنگلی است. این شهر مرکز اداری شهرستان لریک است.

## مردم
جمعیت این شهر بر اساس سرشماری سال ۱۹۸۹ میلادی، ۵٬۸۲۴ نفر و بر اساس سرشماری سال ۲۰۰۹ میلادی، ۷٬۳۰۱ بوده‌است. بیشتر مردم لریک تالش هستند اما دولت جمهوری آذربایجان آن‌ها را آذربایجانی به شمار می‌آورد.
جمعیت لریک ۱۹۳۹ (تقریباً ده سال پس از ایجاد جمهوری شوروی سوسیالیستی آذربایجان):
| قوم   | شمار | درصد  |
| تالش  | ۹۹۶  | ۶۸.۷% |
| آذری  | ۳۰۳  | ۲۰.۹% |
| روس   | ۱۰۷  | ۷.۴   |
| ارمنی | ۱۱   | ۰.۸%  |
| سایر  | ۳۲   | ۲.۲%  |
| کل    | ۱۴۴۹ | ۱۰۰%  |

سرشماری ۲۰۰۹ میلادی:
| قوم  | شمار  | درصد   |
| تالش | ۷۲۲۲۸ | ۹۶.۹۲% |
| آذری | ۲۲۸۱  | ۳.۰۶%  |
| روس  | ۱۱    | ۰.۰۱%  |
| سایر | ۲     | ۰.۰۰%  |

## زبان
زیان اصلی مردم لریک تالشی است و به زبان‌های ترکی آذربایجانی و روسی هم آشنایی دارند.

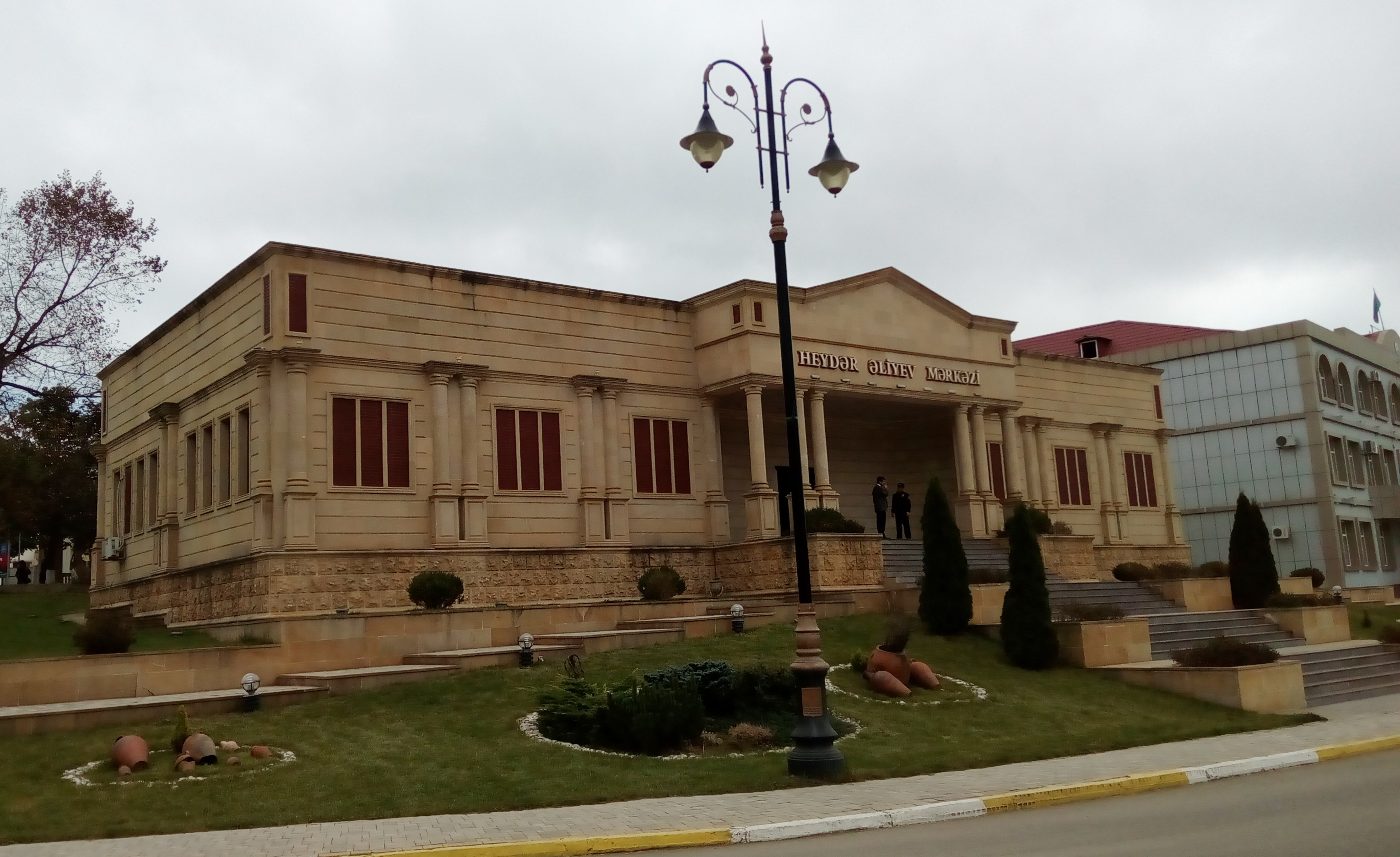
مرکز حیدر علی‌اف در شهر لریک

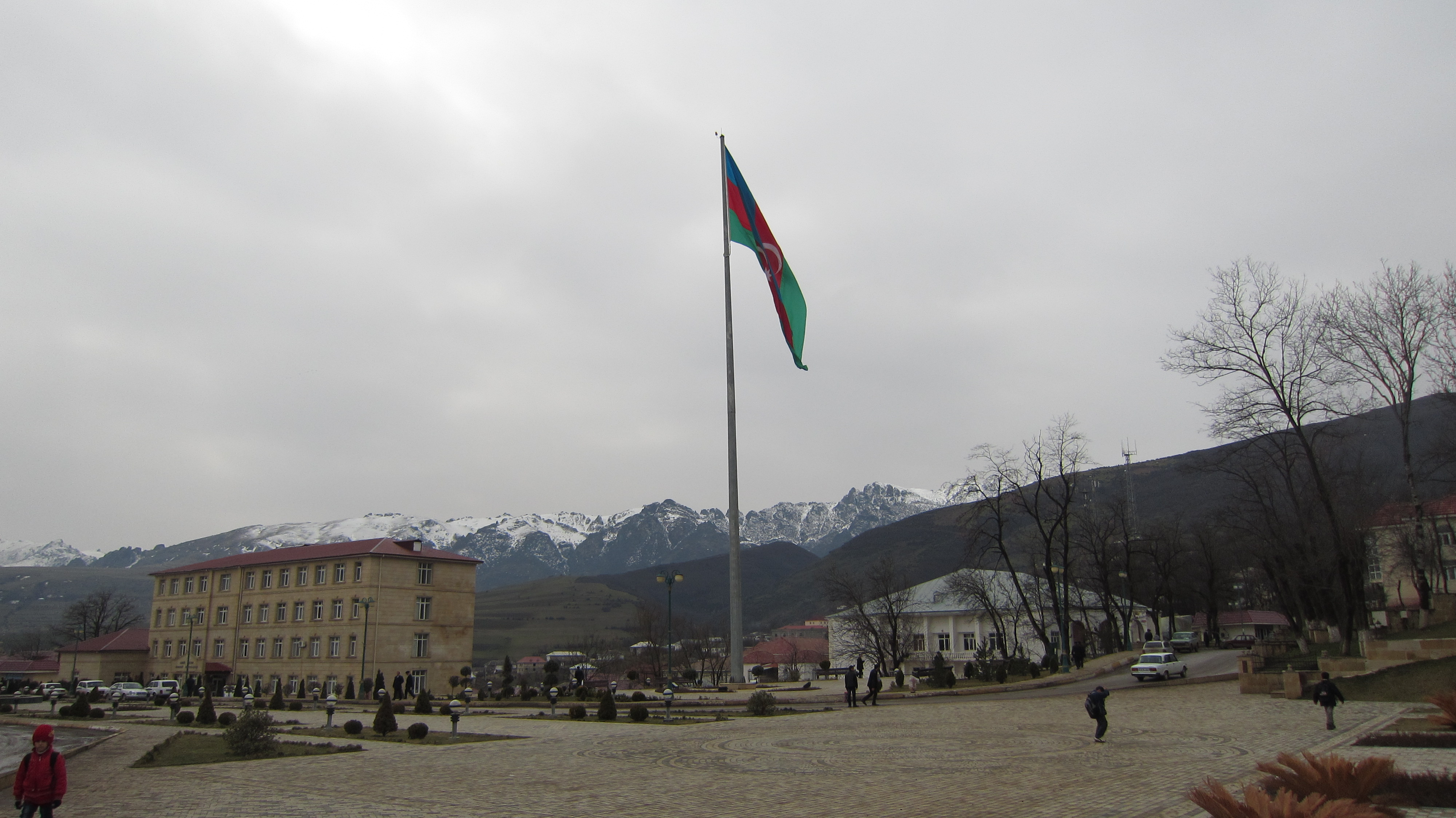
مرکز شهر لریک

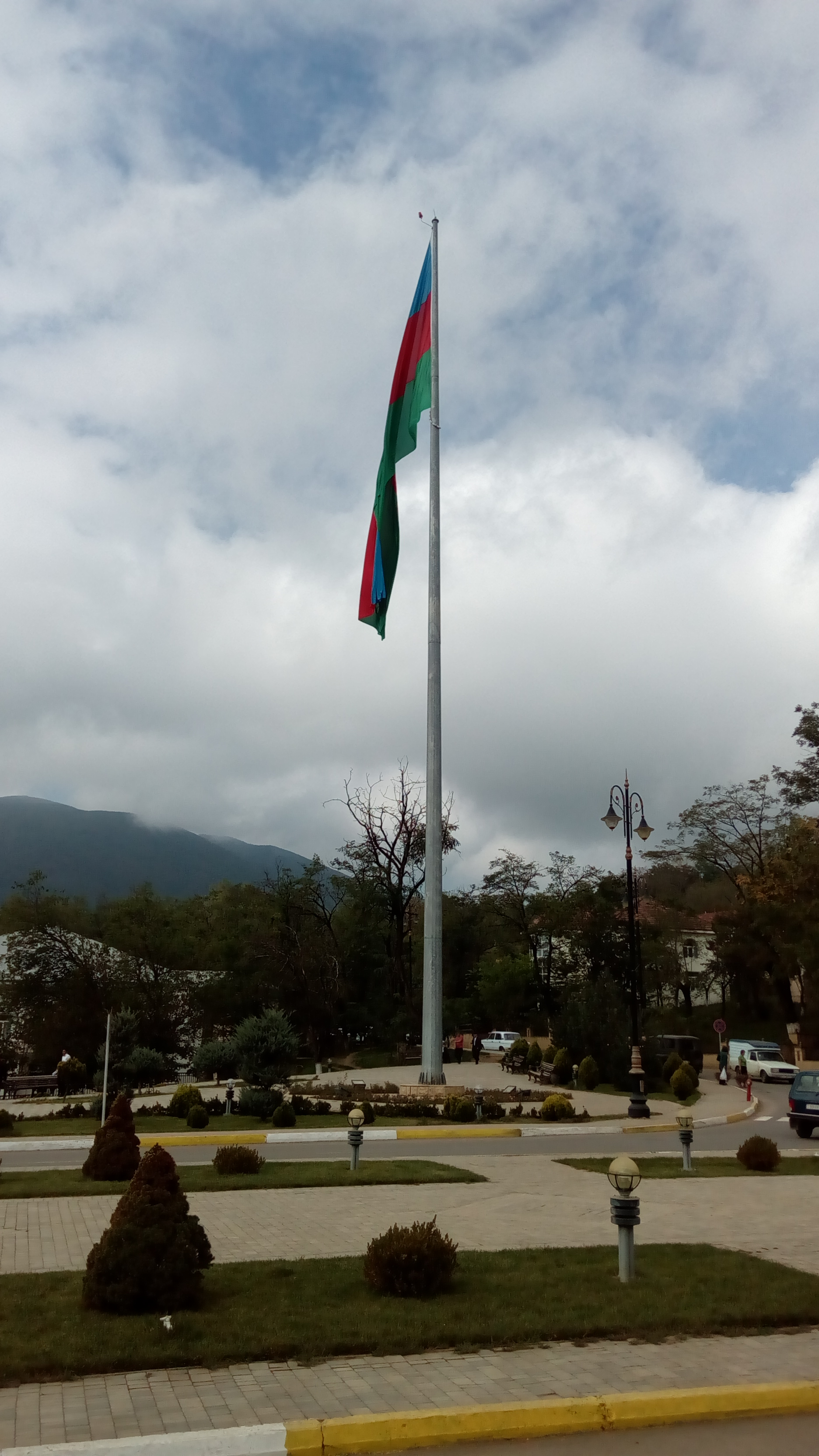
مرکز شهر لریک

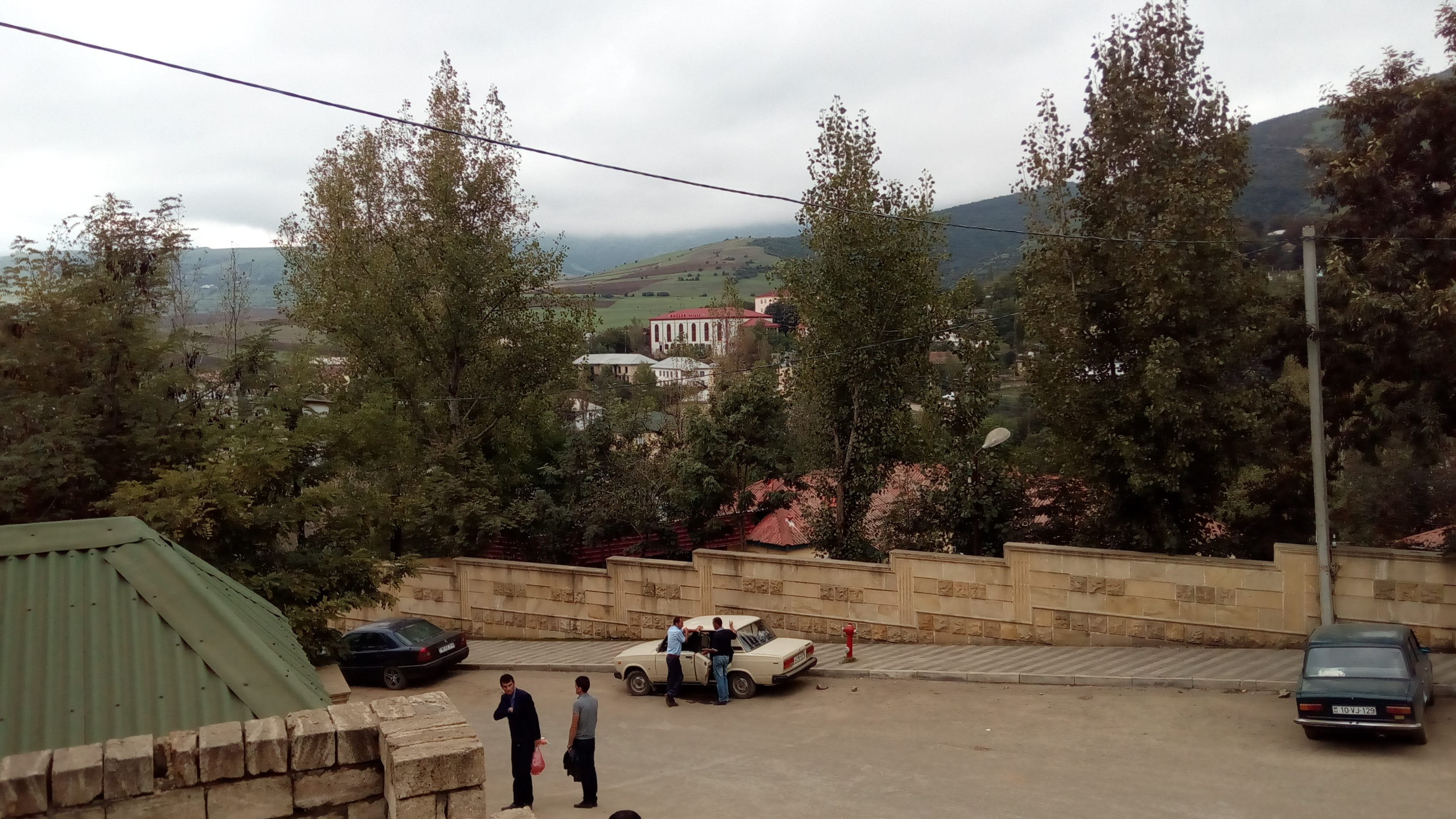
خیابانی در لریک

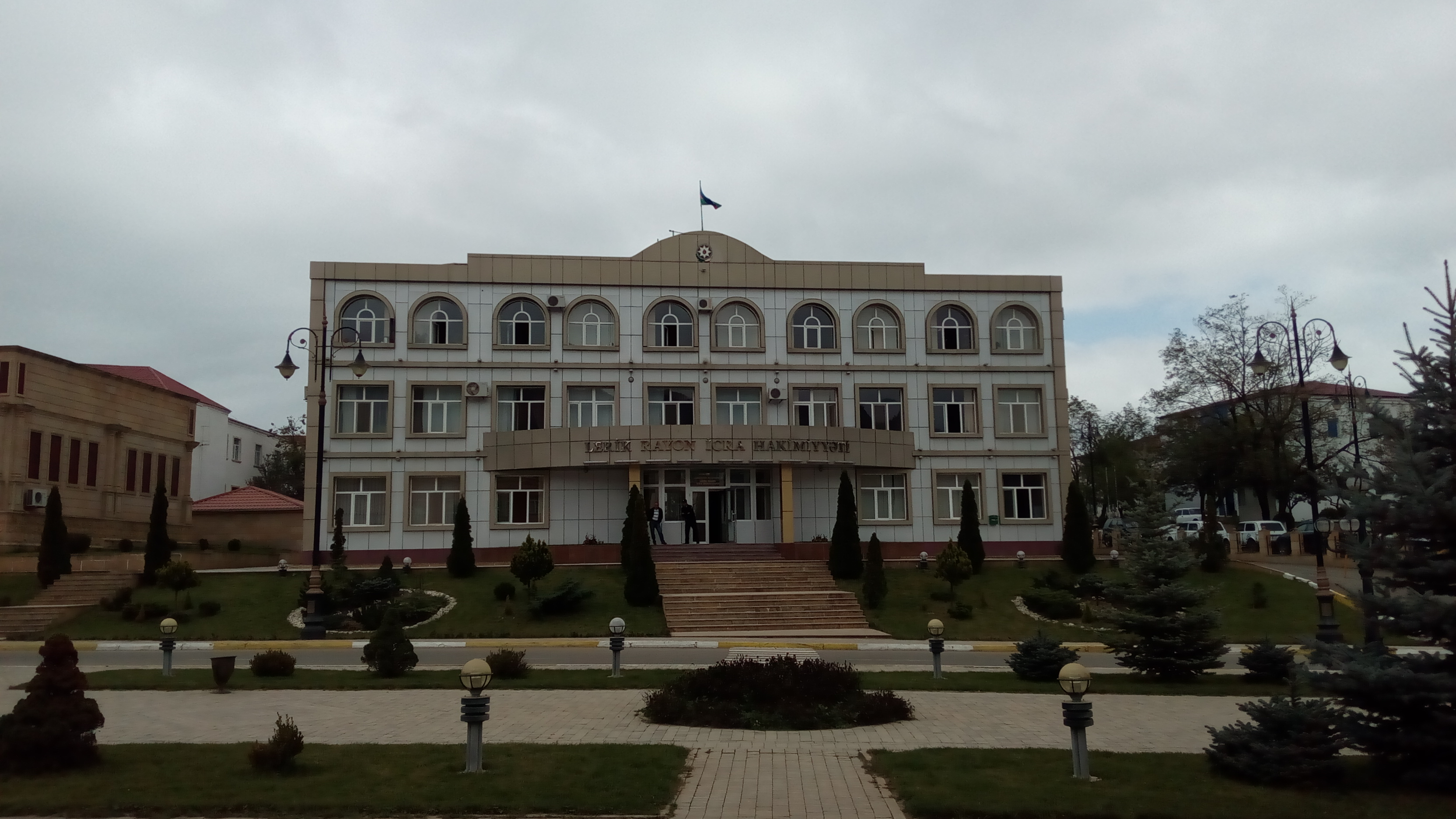
شهرداری لریک

## دین
مردم لریک مسلمان و شیعه هستند.

## تاریخ
لریک را می‌توان یکی از شهرها و آبادی‌های باستانی جمهوری آذربایجان دانست. نگاره‌ها و نقش‌هایی از مردم باستان در آن وجود دارد که در غارها زندگی می‌کردند. امروزه نقش‌هایی یافت شده‌اند که متعلق به برنز-نوسنگی هستند.
یکی از مکان‌های باستانی و دیدنی در نزدیکی این شهر غار بوزیر است. آثار انسانی یافت‌شده متعلق به دوران نوسنگی در این غار در سده نوزدهم میلادی به‌دست ژاک دو مورگان یافت شد. پس از او پروفسور اسدالله جعفروف یک آبادی باستانی مربوط به دوران پارینه‌سنگی را در همان ناحیه پیدا کرد.
لریک بخشی از سرزمین تالش و سال‌ها مرکز ناحیه زووند بود. این شهر پیش از جداشدن از سرزمین ایران در پیمان گلستان بخشی از خانات تالش بوده است. پس از این پیمان اعتراض‌ها و درگیری‌های پیاپی و پرشماری در تالش شمالی صورت گرفت که تاحدودی کارساز واقع شد و عباس میرزا و سربازانش همراه با مردم بومی ناحیه تالش و آذربایجان و ارّان نیروهای ارتش روسیه را وادار به عقب‌نشینی کردند؛ اما پس از مدتی ارتش روسیه به‌سرعت تمامی مناطق را از ایران بازپس گرفت و طی پیمان ترکمانچای بخشی از کوهستان‌های پیرامون لریک را که در تالش شمالی و در شمال گردنه حیران و شهر آستارا بودند را از ایران جدا کردند. شهر لریک تا مدتی در دوران شوروی مرکز ناحیه زووند در بخش لنکران و در فرمانداری باکو بود و از سال ۱۹۳۰ میلادی نام این منطقه به لریک تغییر نام دارد. در سرشماری سال ۱۹۳۹ میلادی تقریباً تمامی مردم لریک را تالش ثبت کرده‌اند.
بر اساس فهرست مناطق پرجمعیت فرمانداری باکو در سال ۱۸۷۰ میلادی که بر اساس سرشماری‌های سراسری از سال ۱۸۵۹ تا ۱۸۶۴ تهیه شده است، در روستای لریک ۵۸ خانوار با ۴۰۰ نفر جمعیت زندگی می‌کردند و تقریباً همگی تالشان شیعه‌مذهب بودند.
 بر اساس سرشماری دیگری در  سال ۱۹۱۵ میلادی، ۸۰۵ نفر در لریک زندگی می‌کردند که بیشترشان تالش بودند.
لریک در ۲۳ ژوئن ۱۹۶۲، از روستا به شهرک ارتقا یافت.
این شهر بر اساس سرشماری سال ۱۹۷۹ میلادی، ۴۵۰۳ نفر و بر اساس سرشماری سال ۱۹۸۹، ۵۸۲۴ نفر جمعیت داشت.

## آب و هوا
لریک دارای هوای معتدل و کوهستان است. پاییز در لریک بیشتر بارانی و گاه برفی است. میانگین دما در ژانویه میان ۱ تا ۴- درجه سانتی‌گراد و در ژوئیه میان ۱۲ تا ۲۲ درجه سانتی‌گراد است. میانگین بارش سالانه میان ۳۰۰ تا ۸۰۰ میلی‌متر است و به‌عنوان یکی از نقاط پربارش در جمهوری آذربایجان شناخته می‌شود.
| داده‌های اقلیم لریک      | داده‌های اقلیم لریک | داده‌های اقلیم لریک | داده‌های اقلیم لریک | داده‌های اقلیم لریک | داده‌های اقلیم لریک | داده‌های اقلیم لریک | داده‌های اقلیم لریک | داده‌های اقلیم لریک | داده‌های اقلیم لریک | داده‌های اقلیم لریک | داده‌های اقلیم لریک | داده‌های اقلیم لریک | داده‌های اقلیم لریک |
| ماه                     | ژانویه             | فوریه              | مارس               | آوریل              | مه                 | ژوئن               | ژوئیه              | اوت                | سپتامبر            | اکتبر              | نوامبر             | دسامبر             | سال                |
| ----------------------- | ------------------ | ------------------ | ------------------ | ------------------ | ------------------ | ------------------ | ------------------ | ------------------ | ------------------ | ------------------ | ------------------ | ------------------ | ------------------ |
| میانگین بیش‌ترین °C (°F) | ۴٫۱ (۳۹)           | ۴٫۲ (۴۰)           | ۷٫۱ (۴۵)           | ۱۴٫۳ (۵۸)          | ۱۸٫۸ (۶۶)          | ۲۳٫۳ (۷۴)          | ۲۶٫۰ (۷۹)          | ۳۰٫۵ (۸۷)          | ۲۰٫۹ (۷۰)          | ۱۸٫۱ (۶۵)          | ۱۰٫۷ (۵۱)          | ۶٫۵ (۴۴)           | ۱۵٫۳۸ (۵۹٫۸)       |
| میانگین کم‌ترین °C (°F)  | −۴٫۱ (۲۵)          | −۳٫۸ (۲۵)          | −۱٫۴ (۲۹)          | ۳٫۸ (۳۹)           | ۸٫۲ (۴۷)           | ۱۱٫۸ (۵۳)          | ۱۴٫۲ (۵۸)          | ۹٫۶ (۴۹)           | ۱۰٫۴ (۵۱)          | ۵٫۲ (۴۱)           | ۲٫۲ (۳۶)           | −۱٫۵ (۲۹)          | ۴٫۵۵ (۴۰٫۲)        |
| بارندگی میلی‌متر (اینچ)  | ۲۴ (۰٫۹۴)          | ۳۳ (۱٫۳)           | ۴۰ (۱٫۵۷)          | ۴۳ (۱٫۶۹)          | ۴۴ (۱٫۷۳)          | ۲۴ (۰٫۹۴)          | ۱۸ (۰٫۷۱)          | ۲۵ (۰٫۹۸)          | ۴۴ (۱٫۷۳)          | ۶۲ (۲٫۴۴)          | ۳۹ (۱٫۵۴)          | ۳۳ (۱٫۳)           | ۴۲۹ (۱۶٫۸۷)        |
| منبع: Climate-Data.org  |                    |                    |                    |                    |                    |                    |                    |                    |                    |                    |                    |                    |                    |

## طبیعت
یک پناهگاه حیات وحش به‌نام زووند در نزدیکی لریک برای نگهداری از گیاهان و جانوران ایجاد شده است. مساحت این پناهگاه ۴۰.۳ هکتار است و آکادمی ملی علوم جمهوری آذربایجان یک مرکز تحقیقات گیاه‌شناسی را در آن مستقر و فعال کرده است. این پناهگاه زیستگاه جانوران و گونه‌هایی از جمله گرگ، خرس، روباه، گربه وحشی، گراز و سایر جانوران و گیاهان و درختانی چون بلوط، زالزالک، راش، گردو و انجیلی است.
پوشش گیاهی لریک به طور عمده از چمنزارهای گسترده و کمیاب و جنگل‌های کوهستانی تشکیل شده است در جنگل‌ها بلوط، زالزالک، بادام زمینی، گردو و کاج می‌روید.

## اقتصاد
بیش‌تر مردم لریک به فعالیت‌های اقتصادی بومی مانند کشاورزی، باغداری، دامداری و دامپروری مشغول هستند.

## فرهنگ
مردم لریک تالش زبان هستند و با شهرهای تالش نشین ایران همچون نمین ، آستارا و تالش دارای مشترکات فرهنگی زیادی هستند.